# Dobre Nowe
Dobre Nowe (alt. Nowe Dobre) – dawniej samodzielna wieś w Polsce, obecnie w granicach miasta Dobrego w województwie mazowieckim, w powiecie mińskim, w gminie Dobre. Leży w południowo-wschodniej części Dobrego. Dawna wieś Dobre Nowe rozpościera się wzdłuż ul. Targowej.
Dawniej samodzielna miejscowość. W latach 1867–1954 w gminie Rudzienko w powiecie (nowo)mińskim. 20 października 1933 w woj. warszawskim utworzono gromadę Dobre Nowe w granicach gminy Rudzienko, składającą się z kolonii Dobre Nowe.
Podczas II wojny światowej w Generalnym Gubernatorstwie, w dystrykcie warszawskim. W 1943 gromada Dobre Nowe liczyła 551 mieszkańców. 28 czerwca 1943 w Cisiu i Cegłowie hitlerowcy dopuścili się pacyfikacji, kiedy to niemiecka żandarmeria zamordowała 25 Polaków i 3 Żydów.
W związku z reorganizacją administracji wiejskiej jesienią 1954, Dobre Nowe weszło w skład nowej gromady Dobre.
Od 1 stycznia 1973 w gminie Dobre (powiat miński). W latach 1975–1998 miejscowość należała administracyjnie do województwa siedleckiego.
Wraz z nadaniem Dobremu statusu miasta 1 stycznia 2024 stało się obszarem miejskim.